# Bruno Graveto
Bruno Graveto, nome artístico de Bruno Cesar Bezerra (Santos, 8 de dezembro de 1982), é um baterista brasileiro, conhecido por seu trabalho com a banda Charlie Brown Jr..

## Biografia
Bruno Graveto começou a tocar bateria aos 12 anos de idade. Antes de ficar conhecido nacionalmente com seu trabalho junto ao Charlie Brown Jr., que começou em 2008, Bruno havia tocado em muitas bandas da cena musical do litoral paulista, incluindo Luccas Trevisani, Pipeline e O Surto. Tocou também com o baixista do CPM 22 Heitor Gomes em uma banda chamada Fusion.
Com o Charlie Brown Jr, gravou o décimo disco da banda, Camisa 10 e Música Popular Caiçara (Ao Vivo). Sua primeira apresentação com o Charlie Brown Jr. foi em uma gravação para o Estúdio Coca Cola zero-com a Vanessa da Mata (Troca de Baladas) feita no Chorão Skate Park. Já o primeiro show foi dias depois, em Divinópolis, no dia 25 de abril.
Graveto permaneceu na banda até a morte do Chorão, quando o CBJr. terminou. Formou com os integrantes remanescentes a banda A Banca, que encerrou as atividades 6 meses depois de sua criação, quando Champignon morreu.
Em novembro de 2013 foi confirmado oficialmente como membro da banda Strike.
Em março de 2019 anunciou que iria sair do Strike por motivo de incompatibilidade de ideias e tomou a decisão de sair em comum acordo com o resto da banda.
Hoje faz parte da banda Cali, junto com o ex-vocalista do Tihuana, Egypcio. Também faz parte dos grupos Caiçara Clã e Tren.

## Discografia

### Charlie Brown Jr.
- (2009) Camisa 10 Joga Bola Até na Chuva
- (2012) Música Popular Caiçara ao Vivo
- (2013) La Familia 013
- (2021) Chegou Quem Faltava

### Strike
- (2015) Collab
- (2018) Fênix

### Com Luccas Trevisani
- (2009) Certos Dias[10][11]
- (2018) Luccas Trevisani ao Vivo (remasterizado)[5][12]

## Prêmios e indicações
| Ano  | Prêmio                                     | Indicação                      | Notas                                     | Resultado | Ref.          |
| ---- | ------------------------------------------ | ------------------------------ | ----------------------------------------- | --------- | ------------- |
| 2011 | Prêmio Multishow de Música Brasileira 2011 | "Melhor Instrumentista do Ano" | Como baterista da banda Charlie Brown Jr. | Indicado  | [ 13 ] [ 14 ] |

### Grammy Latino
- (2010) Grammy Latino de Melhor Álbum de Rock Brasileiro: Camisa 10 Joga Bola Até na Chuva, Charlie Brown Jr."

### Prêmio Rock Show
- (2010) Premio Rock Show: Homenagem Charlie Brown Jr
- (2012) Prêmio Rock Show: Melhor Baterista
- (2013) Prêmio Rock Show: Homenagem Charlie Brown Jr
- (2014) Prêmio Rock Show: Melhor Baterista
- (2014) Prêmio Rock Show: Melhor Videoclipe - Strike.

### Festa da Música
- (2011) Melhor Banda de Rock, Festa da Música em Gramado/Canela.

### Google +
- (2013) Recorde de Views em show ao vivo no Google+ - A Banca.

### Disco de Ouro
- (2014) Disco de Ouro com o álbum La Familia 013, venda superior a 40 mil cópias.